# Máš svůj den
„Máš svůj den“ je osmý singl brněnské rockové skupiny Progres 2. Byl vydán v roce 1985 (viz 1985 v hudbě).
Jedná se o samostatný singl, který nepochází z žádného alba Progres 2. Vzhledem k této kapele je netradiční skutečnost, že texty k oběma písním napsal bubeník Zdeněk Kluka, neboť skupina se od počátků spoléhala na externí textaře. Obě skladby, „Máš svůj den“ i „Co se děje u Matěje“ na B straně, se stylově silně odlišují od alba Mozek, který je spíše hard rockového zaměření. Na singlu „Máš svůj den“ jsou naopak výrazně použité syntezátory a písně jsou popovějšího charakteru.
Singl byl natočen v květnu 1985 ve studiu Koliba v Bratislavě, vydán byl ještě tentýž rok vydavatelstvím Panton.
Obě skladby ze singlu vyšly na CD jako bonusy na kompilaci Mozek/Změna (2000) a reedici alba Mozek (2009).

## Seznam skladeb
1. „Máš svůj den“ (Kluka/Kluka) – 5:19
2. „Co se děje u Matěje“ (Kluka/Kluka) – 2:54

## Obsazení
- Progres 2
  - Aleš Bajger – elektrická kytara, klávesy, vokály
  - Peter Peteraj – elektrická kytara
  - Pavel Pelc – baskytara, klávesy, vokály
  - Zdeněk Kluka – bicí, zpěv